# Vicarious Bliss
Vicarious Bliss, de son vrai nom Andrew Gardiner, est un musicien britannique de musique électronique. En 2003, il signe sur le label français Ed Banger Records après sa rencontre avec le producteur Pedro Winter (alias Busy P). La même année, il sort le maxi Theme From Vicarious Bliss, qui comprend la chanson titre et des remixes d'artistes tel que Busy P ou encore Justice. Vicarious Bliss est aussi le producteur du groupe français I Love UFO.
En 2009, il coproduit le morceau Little Stars sur l'album des Bloody Beetroots Romborama.
En 2011, il signe un remixe d'Audrey Katz avec Play Paul, aka Ryskee, sous le nom de TULIP' 81.

## Remixes
| 2002 | Kid Loco           | A Little Bit Of Soul      |
| 2005 | N*E*R*D            | Maybe                     |
| 2005 | Sébastien Tellier  | La Ritournelle            |
| 2006 | Daisy Daisy        | Michelle Plays Ping Pong  |
| 2006 | Rinôçérôse         | Bitch                     |
| 2006 | I Love UFO         | Like In The Movies        |
| 2007 | Electroluxe family | Rock That Shit            |
| 2007 | Yuksek             | Little Dirty Trip         |
| 2007 | Cazals (en)        | To Cut A Long Story Short |
| 2007 | Ladytron           | Softpower                 |
| 2009 | Krazy Baldhead     | Sweet Night               |
| 2011 | Ladytron           | Soft Body                 |